# Cristian Canton Ferrer
Cristian Canton i Ferrer és un escriptor, musicòleg i pianista català, conegut per les seves contribucions al redescobrimient de músics catalans a Amèrica i a l'estudi de les migracions històriques catalanes, eixos centrals de la seva producció literària.
Doctor en enginyeria per la Universitat Politècnica de Catalunya, és autor de publicacions en el camp de la interacció home-màquina. De les seves contribucions científiques, cal esmentar que va introduir el concepte de structural annealing dins dels mètodes de Monte Carlo. Combina la docència i la recerca científica en el camp de la intel·ligència artificial amb activitats musicològiques.
S'introdueix en la creació literària i en la recerca musicològica i de les migracions entre Catalunya i Amèrica a partir de la investigació sobre Lluís Gonzaga Jordà i Rossell, que va biografiar. En coincidint amb el bicentenari de la independència de Mèxic, va rebre l'encàrrec d'escriure la biografia del compositor català Jaume Nunó, autor de l'Himno Nacional Mexicano fet que el va portar a viatjar intensament per Amèrica fins a trobar a l'únic descendent d'aquest músic. La recuperació del fons documental d'aquest músic permet a Canton escriure la primera biografia completa de Nunó. El 2012 publica la primera edició crítica de les obres de Jaume Nunó a partir dels sus manuscrits originals.
El 2010, va fundar l'editorial Mozaic Editions amb seus a Oxford i Barcelona amb l'objectiu de publicar i donar a conèixer el patrimoni de compositors catalans gairebé desconeguts a Catalunya però amb cert renom a Amèrica. Per a assegurar l'activitat de recerca associada a Mozaic Editions, Canton va fer donació a aquesta editorial de la seva biblioteca personal de prop de 12.000 partitures, principalment manuscrits i primeres edicions de compositors llatino-americans dels segles XVII-XIX. Paral·lelament, ha estudiat la relació entre Catalunya i Mèxic, a través de l'Associació Cultural Mexicano Catalana, de la qual és membre, i ha dut a terme conferències tant a Mèxic com a Catalunya.
La seva recerca i publicacions han estat subvencionades o guardonades per l'Ajuntament de les Masies de Roda (2009), el Centre de Cultura Contemporània de Barcelona (2010), la Casa Amèrica Catalunya (2010), l'Ajuntament de Sant Joan de les Abadesses (2010), la Diputació de Girona (2010), el Consolat General de Mèxic a Barcelona (2010), l'Institut Ramon Llull (2011, 2012), el Consejo Nacional para la Cultura y las Artes a Mèxic (2011) i l'Instituto Nacional de Bellas Artes a Mèxic (2012), entre d'altres.

## Obres
- Vida i obra de Luis G. Jordà (1869-1951): el músic de les Masies de Roda que va triomfar a Mèxic. Masies de Roda: Ajuntament de les Masies de Roda, 2010. ISBN 978-84-606-5055-3. La versió en castellà d'aquesta obra es troba disponible en línia: https://osf.io/preprints/socarxiv/nk28z/
- Jaime Nunó. Un santjoaní a Amèrica Amb Raquel Tovar. Ed. Casa Amèrica-Catalunya, 2010. ISBN 978-84-857-3654-6
- Jaume Nunó: su legado musical. Ed. FONCA / CONACULTA i Mozaic Editions, 2012. ISMN 979-0-9002212-5-4